# Mezzi di Battlestar Galactica
Elenco dei mezzi immaginari presenti nel media franchise Battlestar Galactica.

## Flotta Coloniale
La Flotta Coloniale è una flotta militare immaginaria presente nell'universo fantascientifico di Battlestar Galactica.
La Flotta Coloniale era il principale corpo militare che le Dodici Colonie di Kobol avessero a disposizione, istituita probabilmente durante la Prima Guerra Cylone e rimasta in funzione negli anni a venire. L'intera Flotta era sotto la giurisdizione del Ministro della Difesa.
A capo della Flotta c'era un ammiraglio (ai tempi dell'invasione Cylone era l'Ammiraglio Negala), mentre le varie battlestar erano guidate da un comandante e da un XO (ufficiale esecutivo), solitamente un colonnello, che sostituiva il comandante. In tempo di pace, il quartier generale della Flotta era l'ancoraggio di Picon, mentre le navi veniva costruite e rifornite nei cantieri orbitali di Scorpia.
Con l'attacco dei Cyloni e la Caduta delle Dodici Colonie, praticamente il 90% della Flotta Coloniale venne distrutta, inclusi la Battlestar Atlantia, nave dell'Ammiraglio Negala, e l'ancoraggio di Picon. Le uniche battlestar a sopravvivere furono la Battlestar Galactica e la Battlestar Pegasus, anche se presero strade diverse.
La nuova Flotta Coloniale si componeva del Galactica alla sua testa, del Coloniale I (la nuova nave presidenziale), e di decine di altre navi civili. A capo della Flotta vi erano il Presidente Laura Roslin ed il Comandante Adamo. La Flotta Coloniale era tutto ciò che restava dell'umanità e dovette essere costantemente difesa dagli attacchi dei Cyloni.
Per un breve periodo di tempo, dopo il ricongiungimento della Battlestar Pegasus, a capo della Flotta vi fu l'Ammiraglio Helena Cain, ma a seguito della sua morte il potere militare passò nuovamente a William Adamo.

## Basi Stellari

### Galactica

Base stellare Galactica

Il Galactica è un'astronave della serie televisiva omonima e del remake di quest'ultima Battlestar Galactica. In entrambe le serie si fa riferimento alla sua classe di appartenenza con la denominazione "battlestar", tradotto nel doppiaggio italiano con "base stellare". Il Galactica fu una delle poche navi riuscite a resistere all'attacco dei Cyloni. Il Galactica era la prima delle originali 12 Basi Stellari di classe Jupiter costruite durante la Prima Guerra Cylone. Era la nave ammiraglia del Gruppo Stellare 75 (BSG-75) e fu sponsorizzata da Caprica.
Costituisce la prima delle dodici basi stellari di classe Jupiter costruite delle varie colonie, ognuna in rappresentanza di uno dei dodici pianeti (anche se Aquaria aveva rinunciato alla sua e Sagittaron e Gemenon non le ricevettero, almeno nella prima parte della guerra, a causa di sanzioni imposte loro dalla Flotta Coloniale). Il Galactica rappresenta il pianeta Caprica. Nella serie remake, c'erano circa 120 basi stellari in servizio prima dell'attacco dei cyloni. Basandosi sui fatti accaduti nella miniserie il Galactica ha circa 50 anni ed entrò in servizio durante i primi anni della Guerra dei Cyloni, sotto il comando del Comandante Nash. Durante la guerra, il Galactica faceva parte del Gruppo Stellare 75 (BSG-75), una forza coloniale descritta dal creatore della serie Ronald D. Moore come una forza mista di vascelli in qualche modo simile ad un gruppo da battaglia della Marina degli Stati Uniti. Ogni gruppo stellare era costituito da una o più basi stellari.
Le prime basi stellari vennero costruite senza una rete informatica interconnessa per evitare che i cyloni infiltrassero i sistemi della nave. Il punto di forza era basato più sulla grandezza e sulla forza di fuoco che sui sistemi informatici (Miniserie).
Alla fine della Prima Guerra su dodici Basi Stellari costruite ne sopravvissero solo tre: il Galactica, la Athena e una terza non nominata.
Durante la pace con i cyloni furono costruite nuove navi di classe Jupiter, prima di essere superate da quelle di classe Mercury. Col passare degli anni le altre navi vennero aggiornate o messe in disarmo per fare posto a navi nuove e più moderne come la Pegasus. Il Galactica rimase l'ultima nave senza sistemi informatici interconnessi ciò la rende unica (Miniserie).
Il Galactica doveva essere messo in disarmo dopo il suo ritiro dalla Flotta Coloniale come vascello operativo. Era sul punto di diventare una nave museo; un museo in commemorazione della Guerra dei cyloni combinato con un centro educativo. Il ritiro doveva essere controllato dall'ultimo comandante della nave, William Adama. Prima ancora della cerimonia di disarmo furono ritirati tutti i caccia spaziali da combattimento tranne una brigata di Viper Mark VII e 20 Viper Mark II che erano destinati al museo.
Con la fine della pace tra umani e Cyloni, il Galactica dimostrò ancora una volta la sua robustezza resistendo ad un missile nucleare ed attaccando due basi stellari. Ciò permise a molte navi civili di scappare dal campo di battaglia, che insieme al Galactica si mettono alla ricerca del pianeta Terra, ormai dimenticato. Il Galactica essendo l'unica nave da battaglia diventa la protettrice della flotta, che è composta ad eccezione della Pegasus (2. stagione) esclusivamente da navi civili.

### Pegasus
Nella seconda stagione la Pegasus si riunisce alla Flotta essendo anche lei riuscita a salvarsi dall'attacco dei Cyloni. È una nave tecnologicamente più avanzata del Galactica e appartiene alla classe Mercury. Ultima superstite del Gruppo Stellare 62 (BSG-62), è comandata dall'ammiraglio Helena Cain, che verrà uccisa da una cylone liberata da Baltar.
la nave viene infine distrutta da 4 navi base cyloni dopo aver salvato il Galactica (distruggendo 3 navi base su 4). L'ultimo comandante fu Lee "Apollo" Adama.

### Valkyrie
Di classe omonima, prese parte alla Ghost Fleet Offensive nel YR58, decimo anno della Prima Guerra Cylone. Comandata da William Adamo tre anni prima della caduta delle Dodici Colonie. La missione che doveva compiere finì con la perdita del pilota Daniel "Bulldog" Novacek e Adama venne trasferito sul Galactica per assistere alla messa in disarmo. La Valkyrie faceva parte del Gruppo Stellare 41 (BSG-41) e fu distrutta, insieme alla Yashuman e a una terza nave della stessa classe, in orbita intorno a Caprica durante la Caduta.

### Columbia
Ci furono due navi con il nome Columbia, la prima, di classe Jupiter (probabilmente la nona nave della classe, commissionata dalla colonia di Canceron), ammiraglia del Gruppo Stellare 83, venne distrutta durante l'operazione Raptor Talon alla fine della Prima Guerra Cylone. William Adama ha servito sulla prima nave come pilota di un Viper. La seconda nave di nome Columbia fu distrutta insieme all'Atlantia durante la Seconda Guerra Cylone.

### Atlantia
La Atlantia è la nave ammiraglia della flotta coloniale e viene distrutta assieme alle basi stellari Triton, Solaria e Columbia.

### Prometheus
La Prometheus è una Base stellare addetta alla difesa del sistema Helios Delta. Gruppo Stellare 73 (BSG-73). Classe Mercury. Non canon. Distrutta.

### Hades
La Hades è come la Prometheus una nave del sistema Helios Delta. Gruppo Stellare 54 (BSG-54). Classe Mercury. Non canon.

### Titan
La Titan (BSG-69) è una base stellare di classe non nominata e probabilmente è l'unica nave del suo tipo. La nave, infatti, ha due "ali" per parte, ciò vuol dire che ha ben 8 piste di atterraggio, Diversamente dalla classe Mercury tradizionale, che ha solo 4 piste e un'ala per parte. La sua "testa d'alligatore" è più simile a quelle delle navi di classe Valkyrie che alle Mercury. Non canon.

### Mercury
La Mercury è la nave che dà il nome alla classe di cui fa parte la Pegasus. Non confermato.

### Triton
BSG-39, il tenente Alex "Crashdown" Quartararo era assegnato alla Triton durante la Caduta.

### Solaria
Distrutta insieme all'Atlantia e alla Columbia in orbita intorno a Virgon durante la Caduta.

### Osiris
Una piccola Base Stellare di classe Orion, assegnata al Gruppo Stellare 54 (BSG-54). Presunta distrutta, la nave avrebbe dovuto far parte della Ghost Fleet Offensive. Fu distrutta poco prima dell'inizio dell'offensiva in orbita intorno a Djerba, nel YR58, il decimo anno della Prima Guerra Cylone.

### Archeron
Base Stellare di classe Jupiter commissionata dalla colonia di Scorpia. Secondo il videogioco Battlestar Galactica: Deadlock, nel YR58, decimo anno della Prima Guerra Cylone prese parte all'operazione Clean Sweep, ma le forze cyloni erano tre volte superiori alle aspettative quindi il BSG-75 fu mandato a salvarla. Improvvisamente la Archeron saltò verso il Settore 12 per unirsi all'offensiva Ghost Fleet, ma prima di unirsi alla flotta subì un'imboscata e fu distrutta. Il relitto fu scoperto dal raptor pilotato dal giovane William Adama durante gli eventi della webserie Blood and Chrome.

### Athena
Base Stellare di classe Jupiter. La quinta delle 12 originali e una delle 3 a sopravvivere alla Prima Guerra Cylone (insieme al Galactica e a una non nominata). Saul Tigh afferma di aver servito sulla Athena. Secondo il videogioco canon Battlestar Galactica: Deadlock, la Athena era stata commissionata dalla Colonia di Picon.

### Demeter
Base Stellare di classe Jupiter e l'ottava delle 12 originali. Secondo il videogioco canon Battlestar Galactica: Deadlock, la Demeter era stata commissionata dalla Colonia di Aerilon.

### Yashuman
Base Stellare di classe Valkyrie distrutta insieme alla Valkyrie e a un'altra non nominata in orbita intorno a Caprica durante la Caduta.

### Uned
Anastasia "Dee" Dualla riceve un resoconto di un malfunzionamento dei sistemi di bordo durante la Caduta dalla Uned e dalla Vortex. Presumibilmente distrutta.

### Vortex
Anastasia "Dee" Dualla riceve un resoconto di un malfunzionamento dei sistemi di bordo durante la Caduta dalla Uned e dalla Vortex. Presumibilmente distrutta.

### Night Flight
Il nome appare su un documento mentre Adama cerca un nuovo CAG all'inizio della seconda stagione.

### Erasmus
Il nome appare su un documento mentre Adama cerca un nuovo CAG all'inizio della seconda stagione.

### Jupiter
Prototipo che da il nome alla classe di cui il Galactica è il primo esemplare funzionante.

### Minerva
Nave che da il nome alla classe, parte del Gruppo Stellare 84. Si tratta di una Base Stellare leggera e all'avanguardia. Ha poca armatura ed è abbastanza fragile, ma è una nave molto aggressiva con una potenza di fuoco seconda a nessuno. È considerata da molti il predecessore della classe Mercury ed è il primo esempio di ponti di volo invertiti come presenti nella Pegasus e nelle altre Mercury. La MInerva fu costruita in un cantiere secondario in orbita di Scorpia. La nave, seppur incompleta fu messa in servizio rapidamente per difendere la stazione da un attacco cylone composto da tre incrociatori di classe Arachne. Il cantiere fu distrutto ma la Minerva, usando i detriti come scudo si avvicinò e distrusse le tre navi nemiche.

### Rigel
Nave di classe Artemis distrutta durante la Prima Guerra Cylone

### Theia
Nave di classe Artemis, parte del Gruppo Stellare 28, distrutta in orbita di Gemenon durante la Prima Guerra Cylone

## Flotta civile

### Colonial One
Prima dell'attacco alle Dodici Colonie, il Colonial One è un'astronave di linea chiamata Colonial Heavy 798 ed è una nave dotata di tecnologia FTL.
Durante l'attacco dei Cyloni alle Dodici Colonie di Kobol sull'astronave si trova Laura Roslin, sottosegretario all'Educazione del Governo coloniale, che ha partecipato alla cerimonia di dismissione della base stellare Galactica. Con la distruzione delle Colonie viene spazzata via anche l'intera nomenclatura di governo e Laura Roslin, quarantatreesima in linea di successione, giura come nuovo Presidente delle Colonie.
Da questo momento, trasportando il nuovo Presidente, l'astronave viene ribattezzata Colonial One. A seguito della scoperta e della colonizzazione di New Caprica, il Colonial One viene fatto atterrare sulla superficie del pianeta e funge da residenza e ufficio di Gaius Baltar, eletto Presidente immediatamente prima della colonizzazione. Tale rimane la sua funzione anche durante l'occupazione di New Caprica da parte dei Cyloni.
Durante la liberazione di New Caprica e l'evacuazione di tutta la popolazione umana, il Colonial One viene recuperato dai ribelli e lascia il pianeta con a bordo Laura Roslin e il suo staff, mentre Gaius Baltar rimane con le forze di occupazione.
Il Colonial One viene pesantemente danneggiato dopo una collisione con un Raptor pilotato dal tenente Margaret "Racetrack" Edmondson, a causa di impurità presenti nel carburante del Raptor.

### Cloud 9
È una nave da crociera civile, che si salva durante l'attacco cylone e si unisce al Galactica. La sua struttura principale è una cupola, al cui interno sono riprodotte artificialmente condizioni atmosferiche terrestri, quali ad esempio la luce solare. Viene utilizzata per il consiglio delle Dodici Colonie di Kobol, ed è qui che Gaius Baltar viene eletto vicepresidente di Laura Roslin. Inoltre veniamo a sapere nella seconda stagione che i militari, in periodo di riposo, vengono alloggiati sulla Cloud 9. La Cloud 9 viene infine distrutta, sempre nella seconda stagione, da una copia di numero 6, tramite una testata nucleare datale da Gaius Baltar come pegno di fiducia.

## Caccia

### Viper
Il Viper è il modello di caccia spaziale più utilizzato dalla Flotta Coloniale. Nati per contrastare i caccia Cyloni, i Viper sono eccezionalmente veloci agili e manovrabili. Ci sono quattro serie di Viper: i Mark I, i primi modelli di caccia, i più vecchi e meno efficaci (nella serie ne appare uno nel museo a bordo del Galactica); Mark II, obsoleti ma insensibili ai sabotaggi informatici dei Cyloni perché non hanno tecnologie moderne (e di conseguenza non possono essere sabotati da eventuali virus Cyloni); i Mark III, simili ai MkII ma leggermente più grossi e pesanti (appaiono in Blood and Chrome e in Razor Flashbacks, probabilmente l'ultimo modello di caccia sviluppato durante la Prima Guerra Cylone), infine i Mark VII, più moderni ma sensibili ai virus Cyloni (per ovviare questo inconveniente la Flotta Coloniale arretrò la tecnologia dei Mark VII, rendendo così anch'essi insensibili ai sabotaggi dei Cyloni).
La popolarità dell'originale serie di Battlestar Galactica fu tale negli USA che i piloti dell'USAF (aviazione militare statunitense) misero il soprannome semiufficiale di "Viper" ai loro aerei F-16 Fighting Falcons.

### Raptor
Ricognitore da trasporto dotato di tecnologia FTL. Non è molto veloce, ma è armato più pesantemente dei Viper e può portare ordigni nucleari."Occhio e orecchio" della flotta coloniale, il Raptor, grazie ai suoi eccezionali sensori e al sistema di comunicazione, è adibito al riconoscimento rapido e all'assistenza in combattimento. Può inoltre essere dotato di una serie di cannoni automatici leggeri e contenitori missili per operazioni offensive e difensive. Come nave di comando, il Raptor può essere dotato di più sistemi computerizzati rispetto agli altri mezzi d'attacco che ne migliorano le capacità di assistenza e guerra elettronica.

### Blackbird
Il blackbird è un ricognitore invisibile al dradis (radar). Viene progettato e costruito dal capo Tyrol e dai suoi uomini, viene creato in un periodo di stress per allentare la tensione, è servito per distruggere la nave cylone resurrection.

### Stealthstar
Lo Stealthstar è un caccia coloniale invisibile al dradis assegnato alla Base Stellare Valkyrie (BSG-41). Questo caccia è stato usato durante una missione comandata dall'ammiraglio Adamo per infiltrarsi nel territorio cylone superando la linea di armistizio. Qualcosa andò storto e il ricognitore fu individuato e danneggiato da un caccia cylone. L'ammiraglio Adamo decise di abbatterlo per evitare che il caccia fosse riconosciuto come coloniale, cosa che avrebbe scatenato l'inizio di una guerra; fatto che avverrà perché il pilota del ricognitore si lanciò nello spazio salvandosi, venendo catturato.

## Installazioni

### Cantieri della Flotta di Scorpia
Erano una serie di cantieri situati in orbita attorno a Scorpia.
Le banchine sono in grado di ospitare varie navi coloniali, tra cui trasporti di tipo Thera Sita, base stellari di classe Mercury, Valkyrie, Galactica e incrociatori di tipo Berzerk. Il carico viene trasportato lungo l'intera lunghezza della struttura da treni merci che sono in grado di spostarsi sia in alto che in basso per trasportare il carico verso le sue destinazioni. I cantieri dispongono anche di vari punti di attracco per le navi per rifornire la loro scorta di Tylium e per immagazzinare il carburante in enormi serbatoi di stoccaggio in varie posizioni lungo la struttura.
La struttura presenta pochissime difese e deve fare affidamento sulla Flotta per la difesa a lungo termine, tuttavia la struttura comprende vari hangar Viper e torrette antiaeree lungo l'intera lunghezza della struttura.
Nei momenti iniziali degli attacchi, i Cyloni sono in grado di sorprendere i Coloniali detonando più testate nucleari nel raggio di portata dei cantieri, eliminando l'uso di DRADIS e accecando entrambe le parti coinvolte. Le detonazioni causano danni moderati alle strutture stesse, ma le lascia intatte, indicando che non sono state colpite direttamente. In fiamme, e quasi senza difesa, più squadroni di Caccio sono quindi in grado assaltarli facilmente, nonostante siano ciechi. L'assalto successivo alla fine distrugge le strutture, e varie imbarcazioni coloniali catturate nel mezzo.

### Quartier Generale della Flotta di Picon
Era la sede operativa centrale della Flotta Coloniale e si trovava su Picon. Fu distrutto durante la prima ondata dell'attacco Cylone.